# Thomas Jane
Thomas Jane, född 29 januari 1969 i Baltimore, Maryland, är en amerikansk skådespelare.
Han förlovade sig med Patricia Arquette i augusti 2002 och de gifte sig 24 juni 2006. Paret skildes 2011. Tillsammans har de dottern Harlow, född den 20 februari 2003.

## Filmografi, i urval
- 1998 – Boogie Nights
- 1998 – Thursday
- 1999 – Deep Blue Sea
- 2001 – Arvsynd
- 2002 – Snygg, sexig och singel
- 2003 – Drömfångare
- 2004 – Punisher
- 2007 – The Mist
- 2008 – Mutant Chronicles
- 2012 – LOL: Laughing Out Loud
- 2022 – Troppo (TV-serie)